# Achille Rouga
Abdul Rachid Achille Rouga (10 giugno 1987) è un ex calciatore beninese, di ruolo difensore.

## Carriera

### Club
Comincia a giocare in Francia, al Rennes 2. Nel 2008 passa al Flers. Nel 2009 si trasferisce nei Paesi Bassi, all'Unitas'30. Nel 2010 passa all'Avrankou Omnisport, club della massima divisione beninese. Nell'estate del 2011 si trasferisce in Inghilterra, al Waltham Forest. Nel gennaio del 2012 viene acquistato dal Basingstoke Town.

### Nazionale
Ha debuttato in nazionale il 16 gennaio 2008, nell'amichevole Benin-Senegal (1-2). Ha partecipato, con la Nazionale, alla Coppa d'Africa 2008. Ha collezionato in totale, con la maglia della Nazionale, una presenza.

## Statistiche

### Cronologia presenze e reti in nazionale
| Cronologia completa delle presenze e delle reti in nazionale ― Benin | Cronologia completa delle presenze e delle reti in nazionale ― Benin | Cronologia completa delle presenze e delle reti in nazionale ― Benin | Cronologia completa delle presenze e delle reti in nazionale ― Benin | Cronologia completa delle presenze e delle reti in nazionale ― Benin | Cronologia completa delle presenze e delle reti in nazionale ― Benin | Cronologia completa delle presenze e delle reti in nazionale ― Benin | Cronologia completa delle presenze e delle reti in nazionale ― Benin |
| Data                                                                 | Città                                                                | In casa                                                              | Risultato                                                            | Ospiti                                                               | Competizione                                                         | Reti                                                                 | Note                                                                 |
| -------------------------------------------------------------------- | -------------------------------------------------------------------- | -------------------------------------------------------------------- | -------------------------------------------------------------------- | -------------------------------------------------------------------- | -------------------------------------------------------------------- | -------------------------------------------------------------------- | -------------------------------------------------------------------- |
| 16-1-2008                                                            | Porto-Novo                                                           | Benin                                                                | 1 – 2                                                                | Senegal                                                              | Amichevole                                                           | -                                                                    |                                                                      |
| Totale                                                               |                                                                      | Presenze                                                             | 1                                                                    |                                                                      | Reti                                                                 | 0                                                                    |                                                                      |